# Filozofie politică

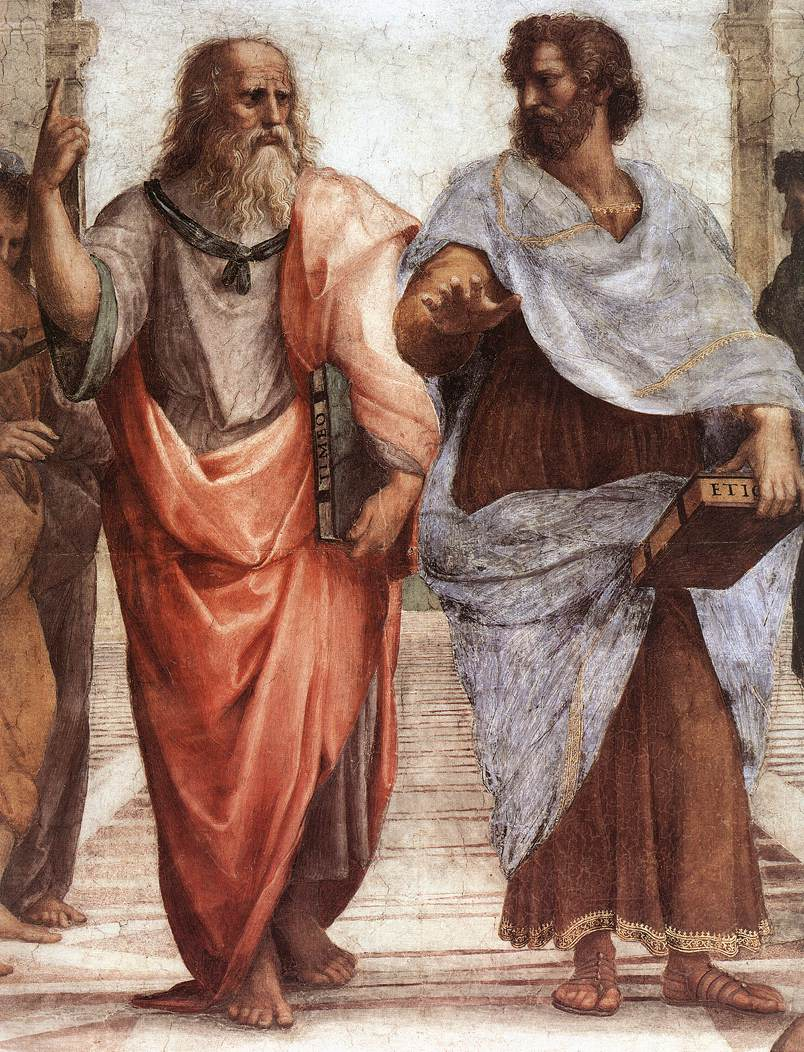
Platon (stânga) și Aristotel (dreapta), dintr-un detaliu al Școlii din Atena, o frescă de Rafael. Republica lui Platon și Politica lui Aristotel i-a consacrat pe cei doi filosofi greci drept doi dintre cei mai influenți filosofi politici.

Filosofia politică este o ramură a filosofiei care se ocupă cu studiul statului, guvernului, politicii, proprietății, dreptului și aplicarea codului legal prin coerciția autorității: ce sunt ele, de ce societatea are nevoie de ele, ce legitimează un guvern, ce drepturi și libertăți ar trebui acesta să protejeze și de ce, ce formă ar trebui să ia și de ce, ce este legea, și ce datorii au cetățenii față de un guvern legitim (în cazul în care este legitim), și când poate fi răsturnat în mod legitim. 
Filosofia politicii înseamnă studiul întrebărilor fundamentale despre stat, guvern, politică, libertate, justiție, proprietate, drepturi, lege și despre impunerea codului legii de către autoritate : ce sunt ele, de ce (dacă) sunt necesare, rațiunea legitimității guvernamentale, care sunt drepturile și libetățile pe care trebuie să le protejeze și de ce, ce este legea, și care sunt obligațiile sau datoriile pe care cetățenii trebuie să le aibă față de gevernul legitim, dacă au, și când poate fi răsturnat în mod legitim, dacă poate. Într-un sens comun, termenul "filosofia politicii" adesea are ca referință o viziune generală, sau o atitudine etică specifică despre politică, care nu aparține în mod necesar unei discipline tehnice a filosofiei.
Cele trei preocupări principale ale filosofiei politicii au fost economie politică prin care sunt definite drepturile proprietății și prin care este controlat accesul la capital, cerințele sau condițiile justiției în distribuția bunurilor și în aplicarea pedepselor, și regulile adevărului și regulile probării care determină judecățile în contextul aplicării legilor.